# Ангеліка Меркельбах-Пінк
Ангеліка Меркельбах-Пінк (*18 лютого 1885, Лемберг, Лотарингія; † 25 вересня 1972 там само) — німецько-лотаринpька регіональна письменниця та фольклористка.

## Життя
Анжеліка Пінк народилася в 1885 році в Лемберзі в Бічерській землі як дев'ята з тринадцяти дітей католицького поштмейстера Лемберга та мера Ніколаса Пінка. Його батько вже збирав старожитності Лотарингії. Пінк отримала глибоке розуміння християнської віри завдяки своїй матері-протестантці, яка рано померла і яка навчила її старих лотаринзьких церковних гімнів. Одна з сестер Пінк стала черницею, а двоє братів, включаючи Луїса Пінка, стали священиками. Шкільні роки Пінк провела у школі-інтернаті у Фінстінгені, після чого закінчила навчання вчителя в Меці. Протягом цього часу вона допомагала своєму братові Луїсу Пінку, який був капеланом у місті, у зборі лотаринзьких народних пісень та оповідань. Двоє братів і сестер зібрали близько 2000 саг, 700 прислів'їв, 100 анекдотів, 50 легенд і 120 казок.
З 1909 по 1911 рік Пінк була директором Вищої жіночої школи в Діллінгені/Саар. Після кількох професійних посад вчителя, останнім часом у Дармштадті, вона вийшла заміж за франкфуртського фабриканта Карла Меркельбаха, власника компанії з виробництва взуттєвих машин Merko Karl Merkelbach у Франкфурті-Боккенгаймі, Роберт-Маєр-штрасе 52, від якого в неї було двоє синів, Норберт і Лотар. Карл Меркельбах профінансував ілюстрацію збірки пісень Луїса Пінка Verklingende Weisen за допомогою малюнків лотаринзького художника Анрі Бахера (1890—1934).
Близько 1930 року, коли її сини Норберт і Лотар виросли з дитинства, Меркельбах-Пінк змогла знову звернути свою увагу на легенди Лотарингії. У 1936 році вона опублікувала першу частину своїх оповідань у двох томах Lothringer kommen. У воєнні роки були опубліковані праці Lothringer Volksmärchen і Lothringer Meistube. Оповідання Меркельбах-Пінк засновані на розмовах у Meistuben Лотарингії, де прості селяни збиралися взимку, щоб прясти, в'язати, палити та пити. Вони зустрічалися, ходили один до одного в гості і розповідали одне одному те, що чули від батьків. Під час Другої світової війни Меркельбах-Пінк зазнала бомбардування, а її син Норберт загинув як солдат. Син Лотар Меркельбах проживав у Кільхберзі (Тюбінген), працював 27 років до 1988 року керівником Тюбінгенського офісу Державного управління пам'яток землі Баден-Вюртемберг.
За підтримки Германа Біклера вона отримала аудієнцію у Йозефа Геббельса, під час якої виступила на захист за пастора Обергайбаку Жана Зеліга, якого націонал-соціалісти засудили до страти, і таким чином врятувала його від смерті.
Після Другої світової війни та смерті свого чоловіка вона викладала німецьку мову в Бетюні, а в 1953 році заснувала центр душпастирської опіки для німецьких військовополонених, які залишилися в Льєвені, де працювала до 1964 року. У цей час вона опублікувала 5-й том разом із Йозефом Мюллером-Блаттау Гучність затихаючих мелодій .
Останні роки життя вона провела зі своїм сином Лотаром у Вурмлінгені (Роттенбург). Там вона написала свої твори «Народні казки з Лотарингії» та «Звичаї та традиції у Східній Лотарингії». Меркельбах-Пінк померла в 1972 році в своєму рідному місті Лемберг і була похована в Бад-Гомбурзі фор-дер-Ге.
Приватна бібліотека Меркельбах-Пінк міститься в Центрі популярної культури та музики Фрайбурзького університету i.Br.

## Нагороди
- Меморіальна дошка братів Грімм, Кассель
- Медаль Віллібальд-Піркгаймер
- Приз Ервін-фон-Штайнбах
- Хрест «За заслуги перед Церквою і Папою» (давав Іван XXIII)[4]

## Роботи (у виборі)
- Verklingende Weisen. Kassel 1926—1962 (Band 1, Lothringer Verlags- und Hilfsverein Metz 1926 (Nachdruck: Bärenreiter-Verlag Kassel 1962); Band 2, (= Schriften der Elsässisch-Lothringisch Wissenschaftlichen Gesellschaft zu Straßburg), Lothringer Verlags- und Hilfsverein Metz 1928 (Nachdruck: Bärenreiter-Verlag Kassel 1963); Band 3, Lothringer Verlags- und Hilfsverein Metz 1933 (Nachdruck: Bärenreiter-Verlag Kassel 1963); Band 4, Lothringer Verlags- und Hilfsverein Metz 1939 (Nachdruck: Bärenreiter-Verlag Kassel 1962); Band 5, hrsg. von Angelika Merkelbach-Pinck und Josef Müller-Blattau, Band 5, Bärenreiter-Verlag Kassel 1962.)
- Lothringer erzählen. Saarbrücken 1936.
- Aus der Lothringer Meistube, Sagen, Schwänke, Legenden, Bauerngeschichten, Redensarten, Sprichwörter, Kassel 1943.
- Lothringer Märchen. Frankfurt/Main 1936.
- Der Wolf und die Prinzessin. Krailling vor München 1939.
- Volkssagen aus Lothringen. Krailling vor München 1940.
- Mütterlichkeit. Dülmen 1940.
- Wildjägersagen aus Lothringen. Kassel 1942.
- Volksmärchen aus Lothringen. Krailling vor München 1943.
- Deutsche Volksmärchen. Kassel 1947.
- Die Schatztruhe. Freiburg/Breisgau 1953.
- Lothringer Volksmärchen. Düsseldorf 1961.
- Brauch und Sitte in Ostlothringen. Frankfurt/Main 1968.

### Виставка
Архів літератури Саар-Лор-Люкс-Ельзас — Ангеліка Меркельбах-Пінк. Письменниця та фольклористка. У літературній історії франко-німецького прикордоння Анжеліка Меркельбах-Пінк (1885—1972) займає тверде місце як колекціонерка саг, казок і легенд Лотарингії. Протягом дев'яти років вона подорожувала територією «від підніжжя Вогезів до краю Люксембургу, від Саарпфальца до французького кордону» і записувала те, що їй розповідали старі люди в «Meistube» (прядильні). Її батьківщина, культурний ареал легенд і саг, була центральною темою її життя та творчості, як і лотаринзький діалект, на якому Ангеліка Меркельбах-Пінк записувала казки та саги так, як їх «розповідали їй молоді й старі». Авторка також була стурбована становищем Лотарингії як політичного яблука розбрату між Францією та Німеччиною. Вона виступала за мирне порозуміння, але також розмірковувала над проблемою мовного кордону та конфлікту ідентичності, що випливає з цього. Виставка, яку курує германістка Даніела Гімберт, демонструє документи та фотографії з колекцій Літературного архіву Саар-Лор-Люкс-Ельзас. Виставка відкрилася 19 січня о 18:30 і тривала до 13 квітня 2017 року.

### Записи
- Клаус Фішбах, Згасаючі мелодії. Лотаринзькі народні пісні зі збірки Луї Пінка. Хор Трірського собору. Мадригальський хор Клауса Фішбаха. З інструментальними солістами з Saarländischer Rundfunk і Staatstheater Saarbrücken, Елізабет Гоффманн, Петра Кестер, Томас Райхерт (вокал), Клаус-Евальд Фішбах (фортепіано), подвійний компакт-диск 1999.

## Вебпосилання
- Бібліографія. Ангеліка Меркельбах-Пінк // Німецька національна бібліотека
- Angelika Merkelbach-Pinck auf culture-bilinguisme-lorraine.org
- Merkelbach-Pinck, Angelika. Hessische Biografie. (Stand: 18. Februar 2020). In: Landesgeschichtliches Informationssystem Hessen (LAGIS).
- Merkelbach-Pinck, Angelika im Frankfurter Personenlexikon